# Анастасово
Анаста́сово (рос. Анастасово, чув. Анастасово) — село у складі Поріцького району Чувашії, Росія. Адміністративний центр Анастасовського сільського поселення.
Населення — 573 особи (2010; 672 у 2002).
Національний склад:
- росіяни — 97 %